# Svartgöl (Ukna socken, Småland, 643731-153084)
Svartgöl är en sjö i Västerviks kommun i Småland och ingår i Storåns huvudavrinningsområde.